# Monumento al conde Pedro Ansúrez
El monumento al conde Pedro Ansúrez es una escultura pública conmemorativa en honor al conde Pedro Ansúrez, repoblador de Valladolid, ubicada en el centro de la plaza Mayor de la ciudad. Fue realizado en 1903 por el escultor vallisoletano Aurelio Rodríguez Vicente Carretero.

## Historia

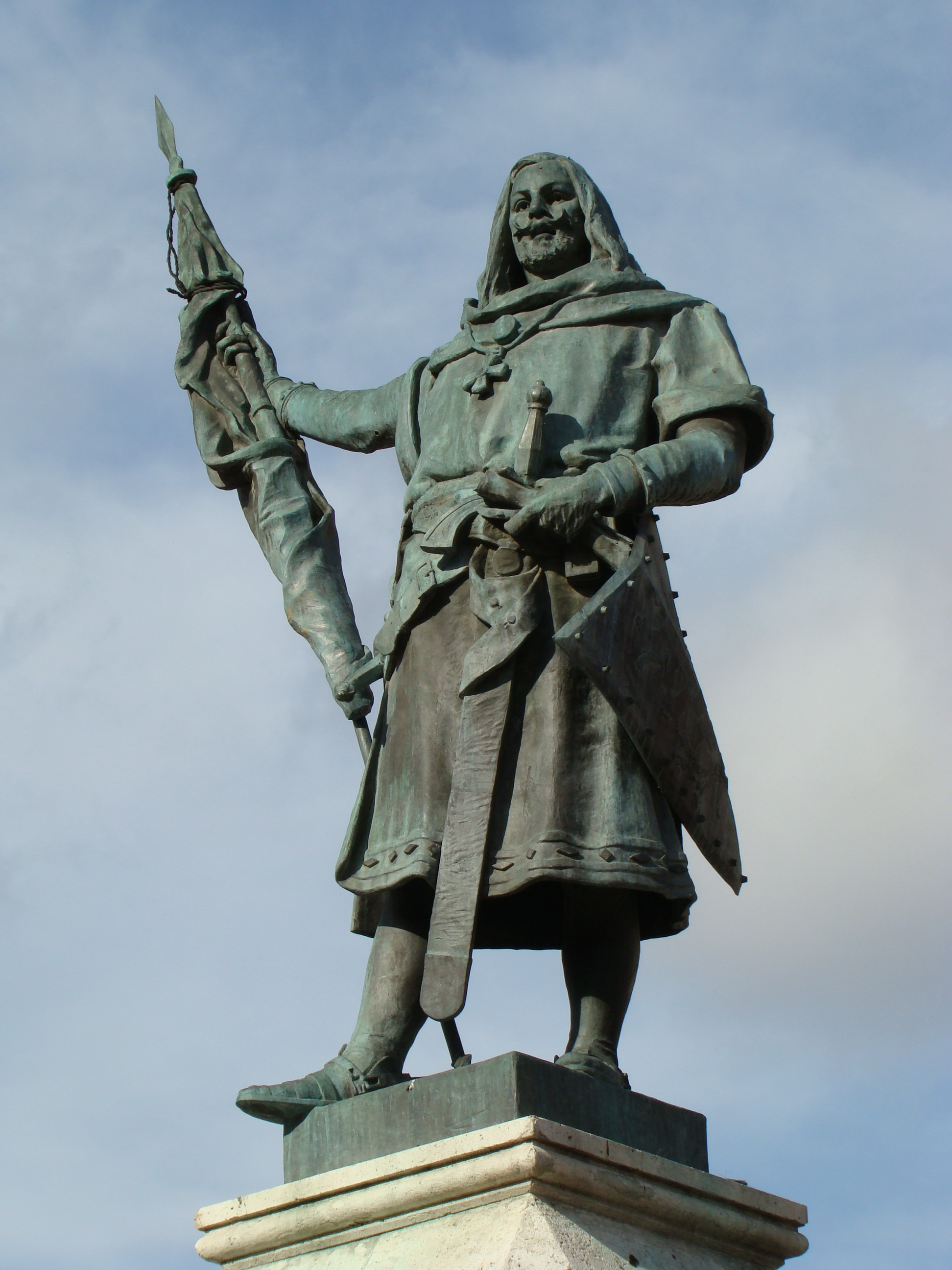
Detalle de la estatua del conde Ansúrez.

Con motivo de honrar la memoria del repoblador de Valladolid, surgieron iniciativas de levantar un conjunto conmemorativo ya desde finales del siglo XIX. Sin embargo, los avatares políticos y económicos de la época frustraron entonces tales intenciones.
En 1884, el Ayuntamiento de Valladolid decidió levantar un monumento a su figura, para lo cual se acordó abrir una suscripción popular. El monumento habría de ser erigido en la plaza de San Miguel. Poco antes de esa fecha el escultor municipal Nicolás Fernández de la Oliva diseñó un proyecto de escultura, que llegó a ser aprobado, pero su ejecución nunca se llevó a cabo. En 1886, la corporación municipal volvió a plantearse el proyecto, tras presentar Fernández de la Oliva otros dos diseños para el monumento pero cambiando su ubicación, pues ahora habría de ser levantado en la plaza Mayor. En 1887 comenzaron los trabajos de reforma del entorno de su emplazamiento, levantándose un pequeño jardín que rodearía la estatua y colocándose hileras de piedra para la colocación de una verja de hierro que protegería el conjunto. El proyecto aprobado del pedestal y escultura de Oliva fue presentado en la Real Academia de Bellas Artes de la Purísima Concepción para su examen; la estatua era de mármol y el pedestal bizantino, con las representaciones alegóricas de la lealtad y la inteligencia en los costados de su segundo cuerpo. No obstante, la revolución de 1868 y las dificultades económicas que atravesaba la ciudad determinaron que el proyecto no se completase.
En 1900 se retomó la idea de erigir este monumento. El escultor vallisoletano Aurelio Rodríguez Vicente Carretero ofreció al Ayuntamiento una propuesta para su construcción que fue aceptada por la corporación municipal. Era este un proyecto caracterizado por su austeridad lo que en último término determinó la materialización del mismo.
La estatua del conde, de sencilla concepción, fue trazada con líneas vigorosas y ausencia de ornamentos externos a ella. El vestido es a la usanza de la época de Alfonso VI y porta espada y escudo.El cuerpo se encuentra inclinado hacia atrás con la pierna derecha ligeramente adelantada. En su mano derecha porta el pendón de Castilla mientras que con la izquierda sujeta enrollado el documento de fundación de la ciudad.
En 1901 fue aprobada su instalación en la plaza Mayor, pero el monumento fue inaugurado finalmente en 1903 debido a problemas en el suministro de bronce y a la controversia en torno a la autoría del pedestal, pues aunque el diseño se encontraba en la memoria de Carretero se apuntó la posibilidad de que fuera el arquitecto municipal quien finalmente lo realizase. 
Carretero señaló la necesidad de que el pedestal fuese realizado con piedra de Campaspero siguiendo el proyecto de Agapito y Revilla, arquitecto municipal. Su estructura es de base cuadrangular pero adoptando forma piramidal en el basamento y en el soporte de la escultura. La obra se inició en 1903 y posteriormente el Ayuntamiento realizó el encargo al escultor de los relieves de bronce que ornamentan las caras laterales. 
El relieve que encara la acera de San Francisco presenta un escudo coronado, una figura femenina sentada y el lema:

Año de 1903
La ciudad de Valladolid erige este monumento a la memoria de su protector y magnánimo bienhechor el Conde D. Pedro Ansúrez. Siglos XII-XIII

El relieve que mira hacia la casa Consistorial contiene las formas del escudo de la ciudad, mientras que los dos restantes narran episodios de la vida de Pedro Ansúrez: en el primero la presentación de Ansúrez ante el Rey, montado a caballo y con soga al cuello y en el segundo, las obras de la iglesia de Santa María La Antigua, por observarse el perfil de su característica torre puesto que la escena no remite a un edificio concreto y el relieve se traduce únicamente en la figura de Ansúrez en primer plano examinando unos planos, con un cantero a su derecha y una escalera tras la que se observa un edificio en construcción.
El entorno del monumento ha variado significativamente con el tiempo desde su inauguración en 1903. Tres años más tarde fue colocada a su alrededor una verja de hierro que lo acotaba que fue sustituida más tarde por un jardín que fue finalmente suprimido.